# Aplacophora
Aplacophora су ситни, црволики билатерално симетрични мекушци који немају љуштуру већ им је тело покривено кутикулом на којој су иглице (спикуле) од калцијум-карбоната (кречњака). Региони тела нису јасно разграничени тако да се предњи и задњи део тела одређују према пукотинастом усном (у ком се налази радула) и аналном отвору. 
Значајна су група животиња са теоријског становишта јер се воде дискусије нарочито о њиховом таксономском положају.  Углавном су заступљена два мишљења:
- једно по коме су они најпримитивнији мекушци и
- друго по коме се сматра да су секундарно упрошћени.

## Класификација
Класа Aplacophora дели се на две поткласе:
поткласу  са породицама

поткласу  са породицама